# Mertinger Hölle und umgebende Feuchtgebiete
Mertinger Hölle und umgebende Feuchtgebiete este o arie protejată (arie specială de conservare — SAC, sit de importanță comunitară — SCI) din Germania întinsă pe o suprafață de 875,2 ha, integral pe uscat.

## Localizare
Centrul sitului Mertinger Hölle und umgebende Feuchtgebiete este situat la coordonatele 48°39′39″N 10°45′50″E / 48.6608°N 10.7639°E.

## Înființare
Situl Mertinger Hölle und umgebende Feuchtgebiete a fost declarat sit de importanță comunitară în martie 2001 pentru a proteja 1 specie de plante și 5 specii de animale. Situl a fost protejat și ca arie specială de conservare în aprilie 2016.

## Biodiversitate
Situată în ecoregiunea continentală, aria protejată conține 4 habitate naturale: Pajiști cu Molinia pe soluri calcaroase, turboase sau argilos-nămoloase (Molinion caeruleae), Liziere de ierburi înalte hidrofile de câmpie și de nivel montan până la alpin, Fânețe de joasă altitudine (Alopecurus pratensis, Sanguisorba officinalis), Mlaștini alcaline.
La baza desemnării sitului se află mai multe specii protejate:
- plante (1): moșișoare (Liparis loeselii)
- amfibieni (1): triton cu creastă (Triturus cristatus)
- mamifere (1): castor (Castor fiber)
- nevertebrate (2): phengaris nausithous (Maculinea nausithous), Vertigo angustior
- pești (1): boarță (Rhodeus amarus)

Pe lângă speciile protejate, pe teritoriul sitului au mai fost identificate 2 specii de amfibieni, 1 specie de reptile.